# Andesbeschavingen
De Andesbeschavingen waren complexe samenlevingen gedragen door een veelvoud van verschillende inheemse volkeren van het Andesgebied in Zuid-Amerika. Ze strekten zich uit langs de keten van de Andes over een lengte van 4.000 kilometer, van Colombia over Ecuador en Peru, inclusief de woestijnen aan de kust van Peru, naar Chili en Noordwest-Argentinië.
Archeologen geloven dat de Andesbeschavingen zich voor het eerst ontwikkelden in de smalle kustvlakte van de Grote Oceaan. De Caral-Supecultuur aan de kust van Peru is de oudst bekende beschaving in Amerika, die teruggaat tot 3.500 v.Chr. 
De Andesbeschaving wordt beschouwd als een van de zes "oorspronkelijke beschavingen" van de wereld, onafhankelijk en zonder invloed van andere beschavingen ontstaan.
Ondanks de grote natuurlijke uitdagingen van hoge bergen en extreem droge woestijnen, hebben de Andesbeschavingen een grote verscheidenheid aan gewassen gedomesticeerd, waarvan sommige, zoals aardappelen, paprika's, pinda's, cassave, chocolade en coca, van wereldwijd belang werden. De Andesbeschavingen waren opmerkelijk vanwege hun monumentale architectuur, uitgebreid wegennet, het weven van textiel en de vele unieke kenmerken van de samenlevingen die ze creëerden.
Minder dan een eeuw voor de komst van de Spaanse veroveraars verenigden de Inca's, vanuit hun thuisland rond de stad Cuzco, de meeste Andesculturen tot één enkel rijk dat bijna alles omvatte van wat gewoonlijk de Andesbeschaving wordt genoemd. Het Incarijk was een lappendeken van talen, culturen en volkeren.
De Spaanse heerschappij beëindigde of transformeerde veel elementen van de Andesbeschavingen, met name door haar  invloed op religie en architectuur.

## Geschiedenis
Nadat de eerste mensen via de landengte van Panama in Zuid-Amerika aankwamen, verspreidden ze zich over het continent. Het vroegste bewijs voor vestiging in de Andes-regio dateerd uit circa 15.000 v.Chr., in wat archeologen de lithische periode noemen. In de daaropvolgende voorkeramische periode van de Andes begon men op grote schaal planten te kweken en de eerste complexe samenleving, de Caral-Supebeschaving, ontstond in 3.500 v.Chr. en duurde tot 1.800 v.Chr. Ongeveer gelijktijdig ontwikkelde zich de Casma-Sechincultuur, eveneens in het kustgebied. Er ontstonden verschillende religieuze centra, zoals de Kotoshtraditie in de hooglanden.
Dit werd gevolgd door de keramische periode. Verschillende complexe samenlevingen ontwikkelden zich in deze tijd, zoals de Chavincultuur, die duurde van 900 tot 200 v.Chr., de Paracascultuur (800 - 200 v.Chr.), de Nazcacultuur (200 v.Chr. tot 800 AD), de Moche (100 - 700 AD), Wari en Tiwanaku, (600 - 1000 AD), en Chimú (900 - 1470 AD).
In de latere periode werd een groot deel van de Andes-regio veroverd door de Inca's, die in 1438 het grootste rijk stichtten dat Amerika ooit had gezien. De Inca's regeerden vanuit de hoofdstad Cuzco en bestuurden het langs traditionele Andeslijnen. Het Inca-rijk ontstond uit het Cuzco-rijk, gesticht rond 1230.
In de 16e eeuw arriveerden Spaanse veroveraars in de Andes. Uiteindelijk onderwierpen ze de inheemse rijken en namen ze de Andes-regio op in het Spaanse Rijk.

## Unieke eigenschappen
Vanwege het isolement van andere beschavingen moesten de inheemse volkeren van de Andes hun eigen, vaak unieke oplossingen bedenken voor ecologische en maatschappelijke uitdagingen.
De Andesbeschavingen misten verschillende kenmerken die het onderscheidden van de beschavingen in de Oude Wereld en Meso-Amerika. Ten eerste hadden de beschavingen van de Andes geen geschreven taal. In plaats daarvan gebruikten hun samenlevingen de quipu, een systeem van geknoopte en gekleurde touwtjes, om informatie over te brengen. Er zijn maar weinig quipu's bewaard gebleven en ze zijn nooit volledig ontcijferd. Geleerden verschillen van mening over de vraag of de geknoopte koorden van de quipu alleen numerieke gegevens konden vastleggen of ook konden worden gebruikt voor verhalende communicatie, als een echt schrijfsysteem. Ook als het een echt geschreven systeem was, is het nog steeds uniek omdat het niet bestaat uit een reeks symbolen, maar uit geknoopte touwtjes. Het gebruik van de quipu gaat in ieder geval terug tot het Wari-rijk (600-1.000 AD), en mogelijk tot de veel vroegere beschaving van Caral (3e millennium v.Chr.).
De Andesbeschavingen hadden ook geen voertuigen op wielen en trekdieren. Mensen reisden te voet en het transport van goederen gebeurde alleen door mensen of lama's, lastdieren die lasten konden dragen tot een vierde van hun gewicht, maximaal 45 kg. Lama's waren niet groot of sterk genoeg om te worden gebruikt voor ploegen of als rijdieren voor volwassenen.
Bovendien stonden de Andesbeschavingen voor ernstige milieu-uitdagingen. De vroegste beschavingen bevonden zich aan de extreem droge woestijnkust van Peru. Landbouw was alleen mogelijk met irrigatie in valleien die werden doorkruist door rivieren die uit de hoge Andes kwamen, plus in een paar mistoases die lomas werden genoemd. In de Andes werd de landbouw beperkt door dunne bodems, een koud klimaat, weinig of seizoensgebonden neerslag en een tekort aan vlak land. Vriestemperaturen kunnen in elke maand van het jaar voorkomen op hoogtes van meer dan 3.000 m, het thuisland van veel van de Andes-beschavingen in het hoogland.
Ten slotte ontbrak het de beschavingen in de Andes aan geld. Koperen bijlgeld (ook "naipes" genoemd) en Spondylus-schelpen fungeerden als ruilmiddel in sommige gebieden, met name aan de kust van Ecuador, maar het grootste deel van het Andesgebied had economieën georganiseerd op wederkerigheid en herverdeling in plaats van op geld en markten. Deze kenmerken waren vooral opmerkelijk tijdens het Inca-rijk, maar ontstonden in veel vroegere tijden.

## Landbouw
De landbouw in Zuid-Amerika is mogelijk begonnen aan de kust van Ecuador met de domesticatie van pompoen door de Las Vegascultuur rond 8.000 v.Chr. 
Sommige geleerden zijn van mening dat de vroegste beschavingen aan de Peruaanse kust aanvankelijk meer vertrouwden op maritieme hulpbronnen dan op landbouw. Zoals in alle beschavingen wereldwijd tot het einde van de 19e eeuw, was landbouw echter de belangrijkste bezigheid van de overgrote meerderheid van de mensen. De grootste bijdrage van de Andesbeschavingen aan de moderne wereld zijn de planten die de mensen hebben gedomesticeerd. De gewassen die in het Andesgebied werden verbouwd, waren vaak uniek voor de regio. Een belangrijke uitzondering was maïs, dat vanuit Mexico zijn weg vond naar de Andes, en op lagere en middelhoge hoogten vaak het belangrijkste gewas was. De Andesbewoners verbouwden naar schatting 70 verschillende planten, bijna net zoveel als er in heel Europa en Azië werden verbouwd. Veel van deze planten worden niet meer op grote schaal verbouwd, maar belangrijke planten die in of nabij de Andes werden gedomesticeerd zijn onder meer aardappelen, quinoa, tomaten, chilipepers, katoen, coca, tabak, ananas, pinda's en verschillende soorten bonen. Dieren die in de Andes werden gedomesticeerd waren lama's, alpaca's en cavia's.
De uitdagingen van het milieu vereisten een geavanceerde landbouwtechnologie. In tegenstelling tot West-Azië ontbrak het de Andes aan gemakkelijk te telen planten met grote zaden, zoals tarwe en gerst, en aan grote en gemakkelijk te temmen dieren zoals paarden en rundvee. De landbouw aan de woestijnkust vereiste de ontwikkeling van irrigatie. In de bergen vereisten de hoogte, het koude klimaat en het steile terrein een reeks technologische oplossingen, zoals terrassering (andén), exploitatie van microklimaten en kunstmatige selectie. Vanwege de klimatologische onzekerheden verbouwden boeren van oudsher verschillende gewassen op verschillende hoogtes. Op macroniveau deden samenlevingen en staten hetzelfde met de zogenaamde "verticale archipel", door kolonies op verschillende hoogtes en locaties te vestigen om de kansen op landbouwsucces te vergroten.